# Пам'ятки історії Новомиргородського району
У Новомиргородському районі Кіровоградської області на обліку перебуває 77 пам'яток історії:
| № пп | Охорон. номер        | Найменування пам'ятки | Місцезнаходження пам'ятки                                                   | Епоха           | Значення | Рішення                                         | Координати                                                              | Фото |
| ---- | -------------------- | --- | --------------------------------------------------------------------------- | --------------- | -------- | ----------------------------------------------- | ----------------------------------------------------------------------- | ---- |
| 1    | 496                  | Братська могила радянських воїнів. Поховано 6 воїнів                                                                        | с. Бирзулове, Новомиргородська міська рада                                  | 1944            | місцева  | № 404 від 17.09.1969 р.                         |                                                                         |      |
| 2    | 497                  | Братська могила радянських воїнів. Поховано 50 воїнів                                                                       | м. Новомиргород, вул. Соборності, 140                                       | 1944            | - " -    | № 404 від 17.09.1969 р.                         | 48°47′58″ пн. ш. 31°39′06″ сх. д. / 48.799368° пн. ш. 31.651713° сх. д. |      |
| 3    | 939                  | Могила Коршунова І. А. — радянського воїна                                                                                  | м. Новомиргород, вул. Павла Афанасьєва, 23                                  | 1944            | - " -    | № 300 від 25.06.1982 р.                         |                                                                         |      |
| 4    | 1155 1155/1- 1155/26 | Меморіальне кладовище. Могили радянських воїнів                                                                             | м. Новомиргород, Златопільське кладовище                                    | 1944            | - " -    | № 281 від 16.05.1985 р.                         |                                                                         |      |
| 5    | 1156                 | Будинок, в якому жив Поповкін Є. Ю. — радянський письменник, публіцист                                                      | м. Новомиргород, вул. Євгенія Присяжного, 45                                | 1915—1924       | - " -    | № 291 від 16.05.1985 р.                         | 48°47′30″ пн. ш. 31°39′06″ сх. д. / 48.791768° пн. ш. 31.651552° сх. д. |      |
| 6    | 499                  | Братська могила радянських воїнів. Поховано 56 воїнів                                                                       | м. Новомиргород, вул. Соборності, 43                                        | 1944            | - " -    | № 404 від 17.09.1969 р.                         | 48°46′53″ пн. ш. 31°38′46″ сх. д. / 48.781492° пн. ш. 31.645992° сх. д. |      |
| 7    | 1157                 | Пам'ятник воїнам-землякам                                                                                                   | м. Новомиргород, вул. В'ячеслава Чорновола, 11а                             |                 | - " -    | № 281 від 16.05.1985 р.                         | 48°46′58″ пн. ш. 31°38′16″ сх. д. / 48.782794° пн. ш. 31.637661° сх. д. |      |
| 8    | 1282                 | Пам'ятник бойової слави | м. Новомиргород, вул. Соборності, 96/4                                      | 1941—1945       | - " -    | № 149 від 10.05.1988 р.                         | 48°47′24″ пн. ш. 31°38′57″ сх. д. / 48.78998° пн. ш. 31.649235° сх. д.  |      |
| 9    | 1283                 | Пам'ятний знак на честь 40-річчя Перемоги                                                                                   | м. Новомиргород, вул. Соборності, 96/4                                      | 1941—1945       | - " -    | № 149 від 10.05.1988 р.                         | 48°47′24″ пн. ш. 31°38′58″ сх. д. / 48.790105° пн. ш. 31.649404° сх. д. |      |
| 10   | 1158                 | Пам'ятний знак на честь уродженця міста Оболенського Є. П. — декабриста                                                     | м. Новомиргород, вул. Соборності, 97                                        | 1796—1865       | - " -    | № 281 від 16.05.1985 р.                         | 48°47′33″ пн. ш. 31°38′55″ сх. д. / 48.792579° пн. ш. 31.648706° сх. д. |      |
| 11   | 1159                 | Будинок, на якому було піднято прапор на честь визволення міста від фашистських загарбників                                 | м. Новомиргород, вул. Соборності, 302                                       | 1944            | - " -    | № 281 від 16.05.1985 р.                         | 48°49′03″ пн. ш. 31°39′04″ сх. д. / 48.817486° пн. ш. 31.651171° сх. д. |      |
| 12   | 1160                 | Братська могила радянських воїнів                                                                                           | с. Лікареве, Новомиргородська міська рада                                   | 1944            | - " -    | № 281 від 16.05.1985 р.                         |                                                                         |      |
| 13   | 500 500/1 500/2      | Братська могила радянських воїнів. Поховано 26 воїнів                                                                       | м. Новомиргород, вул. Садова, 34                                            | 1944            | - " -    | № 404 від 17.09.1969 р.                         | 48°48′58″ пн. ш. 31°38′43″ сх. д. / 48.816105° пн. ш. 31.645356° сх. д. |      |
| 14   | 501                  | Пам'ятник воїнам-землякам «Батьківщина-мати»                                                                                | м. Новомиргород, вул. Соборності, 97, парк                                  | 1941—1944       | - " -    | № 404 від 17.09.1969 р.                         | 48°47′31″ пн. ш. 31°38′55″ сх. д. / 48.79198° пн. ш. 31.648731° сх. д.  |      |
| 15   | 502                  | Пам'ятник воїнам-землякам                                                                                                   | с. Андріївка, Листопадівська сільська рада, біля клубу                      | 1941—1945       | - " -    | № 404 від 17.09.1969 р.                         | 48°47′42″ пн. ш. 31°35′53″ сх. д. / 48.794901° пн. ш. 31.59819° сх. д.  |      |
| 16   | 503                  | Братська могила радянських воїнів. Поховано 78 воїнів                                                                       | с. Берегове, Оситнязька сільська рада, південна околиця села                | 1944            | - " -    | № 404 від 17.09.1969 р.                         |                                                                         |      |
| 17   | 940                  | Братська могила радянських воїнів. Кількість похованих невідома                                                             | с. Бровкове, Шпаківська сільська рада, біля дитсадка                        | 1944            | - " -    | № 300 від 25.06.1982 р.                         |                                                                         |      |
| 18   | 504                  | Братська могила радянських воїнів. Поховано 117 воїнів                                                                      | с. Бровкове, Шпаківська сільська рада, південна околиця села                | 1944            | - " -    | № 404 від 17.09.1969 р.                         |                                                                         |      |
| 19   | 505                  | Братська могила радянських воїнів. Поховано 103 воїни                                                                       | с. Бурти, Дібрівська сільська рада, північно-східна околиця села            | 1944            | - " -    | № 404 від 17.09.1969 р.                         |                                                                         |      |
| 20   | 506                  | Братська могила радянських воїнів. Поховано 155 воїнів                                                                      | с. Василівка, Дібрівська сільська рада, центр села                          | 1944            | - " -    | № 404 від 17.09.1969 р.                         |                                                                         |      |
| 21   | 507 507/1 507/2      | Братська могила радянських воїнів та пам'ятний знак воїнам-землякам. Поховано 209 воїнів                                    | с. Веселівка, Веселівська сільська рада, біля будинку культури              | 1944, 1941–1945 | - " -    | № 404 від 17.09.1969 р.                         |                                                                         |      |
| 22   | 508                  | Могила Саленка В. І. — учасника Канізького повстання                                                                        | с. Веселівка, Веселівська сільська рада, східна околиця села                | 1891—1918       | - " -    | № 404 від 17.09.1969 р.                         |                                                                         |      |
| 23   | 1161                 | Пам'ятний знак Компанійцю М. С. — учаснику встановлення радянської влади                                                    | с. Веселівка, Веселівська сільська рада, біля будинку культури              | 1872—1919       | - " -    | № 281 від 16.05.1985 р.                         |                                                                         |      |
| 24   | 1162                 | Пам'ятний знак Карпенку-Карому І. К. (Тобілевичу) — українському драматургу                                                 | с. Арсенівка, Веселівська сільська рада                                     | 1845—1907       | - " -    | № 281 від 16.05.1985 р.                         | 48°40′30″ пн. ш. 31°53′32″ сх. д. / 48.675093° пн. ш. 31.892254° сх. д. |      |
| 25   | 509                  | Братська могила радянських воїнів. Поховано 939 воїнів                                                                      | с. Дібрівка, Дібрівська сільська рада, центр села                           | 1944            | - " -    | № 404 від 17.09.1969 р.                         |                                                                         |      |
| 26   | 510                  | Братська могила радянських воїнів. Поховано 7 воїнів                                                                        | с. Миролюбівка, Миролюбівська сільська рада, кладовище                      | 1944            | - " -    | № 404 від 17.09.1969 р.                         |                                                                         |      |
| 27   | 511                  | Пам'ятний знак воїнам-землякам                                                                                              | с. Миролюбівка, Миролюбівська сільська рада, біля будинку культури          | 1941—1945       | - " -    | № 404 від 17.09.1969 р.                         |                                                                         |      |
| 28   | 941                  | Могила радянського воїна | с. Защита, Йосипівська сільська рада, вул. Садова, 15                       | 1944            | - " -    | № 300 від 25.06.1982 р.                         |                                                                         |      |
| 29   | 512                  | Братська могила радянських воїнів. Поховано 46 воїнів                                                                       | с. Защита, Йосипівська сільська рада, біля будинку культури                 | 1944            | - " -    | № 404 від 17.09.1969 р.                         |                                                                         |      |
| 30   | 513                  | Братська могила радянських воїнів. Поховано 72 воїни                                                                        | с. Йосипівка, Йосипівська сільська рада, біля будинку культури              | 1944            | - " -    | № 404 від 17.09.1969 р.                         |                                                                         |      |
| 31   | 1163                 | Могила радянського воїна | с. Йосипівка, Йосипівська сільська рада, біля залізничного переїзду         | 1944            | - " -    | № 281 від 16.05.1985 р.                         |                                                                         |      |
| 32   | 514                  | Братська могила радянських воїнів. Похований 21 воїн                                                                        | с. Кам'янка, Кам'янська сільська рада, біля магазину                        | 1944            | - " -    | № 404 від 17.09.1969 р.                         |                                                                         |      |
| 33   | 942                  | Братська могила радянських воїнів. Кількість похованих невідома                                                             | с. Кам'янка, Кам'янська сільська рада, біля школи                           | 1944            | - " -    | № 300 від 25.06.1982 р.                         |                                                                         |      |
| 34   | 515                  | Братська могила радянських воїнів. Поховано 7 воїнів                                                                        | с. Кам'януватка, Йосипівська сільська рада, парк                            | 1944            | - " -    | № 404 від 17.09.1969 р.                         |                                                                         |      |
| 35   | 516                  | Пам'ятний знак учасників Канізького повстання                                                                               | с. Каніж, Канізька сільська рада, центр села                                | 1918            | - " -    | № 404 від 17.09.1969 р.                         | 48°43′17″ пн. ш. 31°55′57″ сх. д. / 48.721421° пн. ш. 31.932484° сх. д. |      |
| 36   | 517                  | Братські могили учасників Канізького повстання. Поховано 117 воїнів                                                         | с. Каніж, Канізька сільська рада, кладовище                                 | 1918            | - " -    | № 404 від 17.09.1969 р.                         |                                                                         |      |
| 37   | 943                  | Могила Охріменка Н. Я. — Героя Радянського Союзу                                                                            | с. Каніж, Канізька сільська рада, кладовище                                 | 1914—1944       | - " -    | № 300 від 25.06.1982 р.                         |                                                                         |      |
| 38   | 518                  | Братська могила радянських воїнів та пам'ятний знак воїнам-землякам. Поховано 104 воїни. Група могил радянських воїнів (33) | с. Каніж, Канізька сільська рада, околиця села                              | 1944, 1941–1944 | - " -    | № 404 від 17.09.1969 р. № 149 від 10.05.1988 р. |                                                                         |      |
| 39   | 521                  | Братська могила радянських воїнів. Поховано 25 воїнів                                                                       | смт Капітанівка, Капітанівська селищна рада, вул. Смілянська, біля переїзду | 1944            | - " -    | № 404 від 17.09.1969 р.                         |                                                                         |      |
| 40   | 522                  | Братська могила радянських воїнів. Поховано 182 воїни                                                                       | смт Капітанівка, Капітанівська селищна рада, біля адмінбуду                 | 1944            | - " -    | № 404 від 17.09.1969 р.                         |                                                                         |      |
| 41   | 2294                 | Братська могила радянських воїнів. Кількість похованих невідома                                                             | с. Костянтинівка, Костянтинівська сільська рада, кладовище                  | 1944            | - " -    | № 104 від 15.04.1991 р.                         |                                                                         |      |
| 42   | 523 523/1 523/2      | Братська могила радянських воїнів та пам'ятний знак воїнам-землякам. Поховано 6 воїнів                                      | с. Коробчине, Коробчинська сільська рада, біля будинку культури             | 1944, 1941–1945 | - " -    | № 404 від 17.09.1969 р. № 281 від 16.05.1985 р. | 48°46′02″ пн. ш. 31°29′35″ сх. д. / 48.767193° пн. ш. 31.493114° сх. д. |      |
| 43   | 524                  | Братська могила радянських воїнів. Поховано 5 воїнів                                                                        | с. Котівка, Мартоноська сільська рада, центр села                           | 1944            | - " -    | № 404 від 17.09.1969 р.                         |                                                                         |      |
| 44   | 525                  | Братська могила радянських воїнів. Поховано 9 воїнів                                                                        | с. Миколаївка, Коробчинська сільська рада, біля клубу                       | 1944            | - " -    | № 404 від 17.09.1969 р.                         |                                                                         |      |
| 45   | 944                  | Могила радянського воїна | с. Листопадове, Листопадівська сільська рада, центр села                    | 1944            | - " -    | № 300 від 25.06.1982 р.                         | 48°49′34″ пн. ш. 31°37′42″ сх. д. / 48.826018° пн. ш. 31.628298° сх. д. |      |
| 46   | 526                  | Братська могила радянських партизанів. Поховано 8 партизанів                                                                | с. Листопадове, Листопадівська сільська рада, центр села                    | 1944            | - " -    | № 404 від 17.09.1969 р.                         | 48°49′40″ пн. ш. 31°37′47″ сх. д. / 48.827683° пн. ш. 31.629832° сх. д. |      |
| 47   | 527 527/1 527/2      | Братська могила радянських воїнів та пам'ятний знак воїнам-землякам. Поховано 36 воїнів                                     | с. Листопадове, Листопадівська сільська рада, центр села                    | 1944, 1941–1945 | - " -    | № 404 від 17.09.1969 р.                         | 48°49′34″ пн. ш. 31°37′42″ сх. д. / 48.826166° пн. ш. 31.628239° сх. д. |      |
| 48   | 528 528/1 528/2      | Братська могила радянських воїнів. Поховано 38 воїнів. Пам'ятний знак воїнам-землякам                                       | с. Мартоноша, Мартоноська сільська рада, біля адмінбуду                     | 1944, 1941–1944 | - " -    | № 404 від 17.09.1969 р.                         |                                                                         |      |
| 49   | 529                  | Братська могила радянських воїнів. Поховано 32 воїни                                                                        | с. Мартоноша, Мартоноська сільська рада, парк                               | 1944            | - " -    | № 404 від 17.09.1969 р.                         |                                                                         |      |
| 50   | 2295                 | Братська могила радянських воїнів. Кількість похованих невідома                                                             | с. Мар'ївка, Мар'ївська сільська рада, кладовище                            | 1944            | - " -    | № 104 від 15.04.1991 р.                         |                                                                         |      |
| 51   | 531 531/1 531/2      | Братська могила радянських воїнів та пам'ятний знак воїнам-землякам. Похований 41 воїн                                      | с. Мар'ївка, Мар'ївська сільська рада, центр села                           | 1944, 1941–1945 | - " -    | № 404 від 17.09.1969 р. № 281 від 16.05.1985 р. | 48°40′42″ пн. ш. 31°44′44″ сх. д. / 48.678437° пн. ш. 31.745628° сх. д. |      |
| 52   | 532                  | Братська могила радянських воїнів. Поховано 86 воїнів                                                                       | с. Оситна, Оситнянська сільська рада, центр села                            | 1944            | - " -    | № 404 від 17.09.1969 р.                         |                                                                         |      |
| 53   | 2237                 | Братська могила радянських воїнів. Кількість похованих невідома                                                             | с. Оситна, Оситнянська сільська рада, кладовище                             | 1944            | - " -    | № 65 від 21.02.1989 р.                          |                                                                         |      |
| 54   | 533                  | Братська могила радянських воїнів. Поховано 197 воїнів                                                                      | с. Оситняжка, Оситнязька сільська рада, біля школи                          | 1944            | - " -    | № 404 від 17.09.1969 р.                         |                                                                         |      |
| 55   | 1022                 | Пам'ятник воїнам-землякам                                                                                                   | с. Оситняжка, Оситнязька сільська рада, центр села                          | 1941—1945       | - " -    | № 301 від 25.06.1982 р.                         | 48°54′41″ пн. ш. 31°48′22″ сх. д. / 48.911328° пн. ш. 31.806208° сх. д. |      |
| 56   | 1164                 | Могила Колпакова Н. І. — радянського воїна                                                                                  | с. Оситняжка, Оситнязька сільська рада, східна частина села                 | 1944            | - " -    | № 281 від 16.05.1985 р.                         |                                                                         |      |
| 57   | 534                  | Братська могила радянських воїнів. Поховано 275 воїнів                                                                      | с. Оситняжка, Оситнязька сільська рада, східна частина села                 | 1944            | - " -    | № 404 від 17.09.1969 р.                         |                                                                         |      |
| 58   | 535                  | Братська могила радянських воїнів. Поховано 156 воїнів                                                                      | с. Панчеве, Панчівська сільська рада, центр села                            | 1944            | - " -    | № 404 від 17.09.1989 р.                         | 48°44′26″ пн. ш. 31°51′26″ сх. д. / 48.740519° пн. ш. 31.857087° сх. д. |      |
| 59   | 1165                 | Могила Гжеляка Я. В. — революціонера-інтернаціоналіста                                                                      | с. Панчеве, Панчівська сільська рада, кладовище                             | 1920            | - " -    | № 281 від 16.05.1985 р.                         | 48°43′45″ пн. ш. 31°50′49″ сх. д. / 48.729212° пн. ш. 31.846852° сх. д. |      |
| 60   | 536                  | Могила радянського воїна | с. Петроострів, Петроострівська сільська рада, біля адмінбуду               | 1944            | - " -    | № 404 від 17.09.1969 р.                         |                                                                         |      |
| 61   | 537                  | Пам'ятник воїнам-землякам                                                                                                   | с. Петроострів, Петроострівська сільська рада, центр села                   | 1941—1945       | - " -    | № 404 від 17.09.1969 р.                         |                                                                         |      |
| 62   | 538                  | Братська могила радянських воїнів. Поховано 70 воїнів                                                                       | с. Писарівка, Оситнязька сільська рада, біля клубу                          | 1944            | - " -    | № 404 від 17.19.1969 р.                         |                                                                         |      |
| 63   | 946                  | Могила Ліпатова Б. К. — радянського воїна                                                                                   | с. Прищепівка, Капітанівська селищна рада, біля залізничного переїзду       | 1923—1944       | - " -    | № 300 від 25.06.1982 р.                         |                                                                         |      |
| 64   | 1284                 | Братська могила радянських воїнів. Поховано 40 воїнів                                                                       | с. Прищепівка, Капітанівська селищна рада, кладовище                        | 1944            | - " -    | № 149 від 10.05.1988 р.                         |                                                                         |      |
| 65   | 529 539/1 539/2      | Братська могила радянських воїнів та пам'ятний знак воїнам-землякам. Поховано 6 воїнів                                      | с. Пурпурівка, Пурпурівська сільська рада, біля будинку культури            | 1944, 1941–1945 | - " -    | № 404 від 17.09.1969 р. № 281 від 16.05.1985 р. |                                                                         |      |
| 66   | 540                  | Братська могила радянських воїнів. Поховано 16 воїнів                                                                       | с. Рубаний Міст, Рубаномостівська сільська рада, сквер                      | 1944            | - " -    | № 404 від 17.09.1969 р.                         |                                                                         |      |
| 67   | 541                  | Братська могила радянських воїнів. Поховано 402 воїни                                                                       | с. Тишківка, Тишківська сільська рада, центр села                           | 1944            | - " -    | № 404 від 17.09.1969 р.                         |                                                                         |      |
| 68   | 542                  | Братська могила радянських воїнів. Поховано 336 воїнів                                                                      | с. Тишківка, Тишківська сільська рада, біля клубу                           | 1944            | - " -    | № 404 від 17.09.1969 р.                         |                                                                         |      |
| 69   | 543                  | Пам'ятник воїнам-землякам                                                                                                   | с. Тишківка, Тишківська сільська рада, парк                                 | 1941—1945       | - " -    | № 404 від 17.09.1969 р.                         |                                                                         |      |
| 70   | 544                  | Братська могила радянських воїнів. Поховано 4 воїни                                                                         | с. Троянове, Рубаномостівська сільська рада, центр села                     | 1944            | - " -    | № 404 від 17.09.1969 р.                         | 48°46′59″ пн. ш. 31°32′36″ сх. д. / 48.783164° пн. ш. 31.543204° сх. д. |      |
| 71   | 545                  | Братська могила радянських воїнів. Похований 191 воїн                                                                       | с. Турія, Туріянська сільська рада, біля магазину                           | 1944            | - " -    | № 404 від 17.09.1969 р.                         |                                                                         |      |
| 72   | 546                  | Братська могила радянських воїнів. Поховано 1617 воїнів                                                                     | с. Турія, Туріянська сільська рада, центр села                              | 1944            | - " -    | № 404 від 17.09.1969 р.                         | 48°52′25″ пн. ш. 31°38′11″ сх. д. / 48.87361° пн. ш. 31.63643° сх. д.   |      |
| 73   | 547                  | Братська могила радянських воїнів. Похований 851 воїн                                                                       | с. Турія, Туріянська сільська рада, кладовище                               | 1944            | - " -    | № 404 від 17.09.1969 р.                         |                                                                         |      |
| 74   | 1166                 | Пам'ятний знак на честь визволення села                                                                                     | с. Турія, Туріянська сільська рада, центр села                              | 1944            | - " -    | № 281 від 16.05.1985 р.                         |                                                                         |      |
| 75   | 1023                 | Пам'ятний знак на честь воїнів-визволителів                                                                                 | с. Турія, Туріянська сільська рада, при в'їзді в село                       | 1944            | - " -    | № 301 від 25.06.1982 р.                         |                                                                         |      |
| 76   | 947                  | Братська могила учасників Канізького повстання. Поховано 6 чоловік                                                          | с. Шпакове, Шпаківська сільська рада, кладовище                             | 1918            | - " -    | № 300 від 25.06.1982 р.                         |                                                                         |      |
| 77   | 548                  | Братська могила радянських воїнів. Поховано 276 воїнів                                                                      | с. Шпакове, Шпаківська сільська рада, біля школи                            | 1944            | - " -    | № 404 від 17.09.1969 р.                         |                                                                         |      |